# The Idiot
The Idiot är Iggy Pops första soloalbum, släppt 1977. Det räknas av många som ett av hans bästa, jämte bland annat efterföljaren Lust for Life.
Ian Curtis, sångaren i Joy Division, sägs ha lyssnat på The Idiot när han hängde sig, år 1980.

## Låtlista
Samtliga låtar skrivna av David Bowie och Iggy Pop, om inget annat anges.
1. "Sister Midnight" (Carlos Alomar, David Bowie, Iggy Pop) - 4:23
2. "Nightclubbing" - 4:18
3. "Funtime" - 2:53
4. "Baby" - 3:20
5. "China Girl" - 5:12
6. "Dum Dum Boys" - 7:12
7. "Tiny Girls" - 3:03
8. "Mass Production" - 8:28